# Günstigkeitsprinzip
Das Günstigkeitsprinzip ist eine rechtswissenschaftliche Kollisionsregel, die besagt, dass von mehreren im Einzelfall anwendbaren Rechtsnormen die für den Betroffenen günstigere anzuwenden und die ungünstigere verdrängt ist. Im Gegensatz zur Rosinentheorie ist das Günstigkeitsprinzip  dogmatisch anerkannt.

## Arbeitsrecht

### Verbreitung
Das Günstigkeitsprinzip ist im deutschen Arbeitsrecht Ausdruck des arbeitsrechtlichen Schutzprinzips. Es soll gewährleisten, dass in Einzelarbeitsverträgen von den Bestimmungen in einem Tarifvertrag nicht zuungunsten der Arbeitnehmer abgewichen werden kann. Für den Arbeitnehmer ist die jeweils günstigere Regelung anzuwenden und die ungünstigere wird verdrängt, es sei denn, die höherrangige Norm lässt eine ungünstigere Regelung ausdrücklich zu.
Von einem Tarifvertrag abweichende Abmachungen sind in Deutschland nur zulässig, soweit sie durch den Tarifvertrag gestattet sind (sog. Öffnungsklausel) oder eine Änderung der Regelungen zugunsten des Arbeitnehmers enthalten (§ 4 Abs. 3 TVG).
Dasselbe gilt für eine Kollision von Betriebsvereinbarung und Arbeitsvertrag.
In Österreich gelten für Regelungen durch Kollektivvertrag vergleichbare Grundsätze.
Das Günstigkeitsprinzip findet auch im internationalen Arbeitsrecht Anwendung, um den Arbeitnehmer im Fall einer Rechtswahl zu schützen. Art. 8 Abs. 1 der Rom I-Verordnung bestimmt, dass dem Arbeitnehmer durch eine Rechtswahl nicht der Schutz entzogen werden darf, der ihm nach der ohne diese Rechtswahl anwendbaren Rechtsordnung zukommt.

### Anwendung
Beim Günstigkeitsvergleich ist grundsätzlich auf das individuelle Interesse des einzelnen Arbeitnehmers nach objektiven Kriterien abzustellen. Die Gesamtinteressen der Belegschaft sind in der Regel nicht maßgeblich, ebenso wenig das subjektive Urteil des Betroffenen. Ist z. B. eine einzelvertraglich vereinbarte Kündigungsfrist für den Arbeitnehmer günstiger, weil sie im Fall der arbeitgeberseitigen Kündigung längere Fristen als ein Tarifvertrag oder § 622 BGB vorsieht, kann sich ein Arbeitnehmer, wenn er selbst kündigen will, nicht darauf berufen, in diesem Fall sei der Arbeitsvertrag für ihn ungünstiger.
Ausnahmsweise ist aber auch ein umverteilender kollektiver Günstigkeitsvergleich möglich. So hat das Bundesarbeitsgericht entschieden, dass „[v]ertraglich begründete Ansprüche der Arbeitnehmer auf Sozialleistungen, die auf eine vom Arbeitgeber gesetzte Einheitsregelung oder eine Gesamtzusage zurückgehen, durch eine nachfolgende Betriebsvereinbarung in den Grenzen von Recht und Billigkeit beschränkt werden [können], wenn die Neuregelung insgesamt bei kollektiver Betrachtung nicht ungünstiger ist.“
Der Günstigkeitsvergleich hat darüber hinaus in Form eines so genannten Sachgruppenvergleiches stattzufinden, wobei alle Vertragsbestimmungen, die in einem inneren Zusammenhang stehen, miteinander zu vergleichen sind, beispielsweise die gesamte Regelung zu den Kündigungsfristen und nicht nur eine einzelne Frist. Die Rechtsprechung des Bundesarbeitsgerichts wendet das Günstigkeitsprinzip nach dem Sachgruppenvergleich nur dann an, wenn die verglichenen Regelungskomplexe zweifelsfrei für den Arbeitnehmer günstiger sind. Mit Urteil vom 15. April 2015 hat der 4. Senat des Bundesarbeitsgerichts daher eine Klage abgewiesen, mit der ein Telekom-Mitarbeiter sich auf eine nach seiner Behauptung günstigere Regelung in seinem Arbeitsvertrag berief, die ihm eine 34-Stunden-Arbeitswoche zubilligte, während der nachfolgend abgeschlossene Tarifvertrag eine 38-Stunden-Woche vorsah. Da die erhöhte Arbeitszeit vergütet wurde, stand jedoch aus Sicht des BAG nicht fest, dass die kürzere Arbeitszeit mit weniger Entgelt günstiger war als eine etwas längere Arbeitszeit mit höherem Entgeltanspruch.
In Fällen eines Betriebsübergang wird das Günstigkeitsprinzip zum Teil durch die Regeln des § 613a Abs. 1 Satz 2 BGB verdrängt. Tarifverträge und Betriebsvereinbarungen dürfen grundsätzlich nicht vor Ablauf eines Jahres nach dem Zeitpunkt des Übergangs zum Nachteil des Arbeitnehmers geändert werden.

## Familienrecht
Bei Kindern mit Elternteilen unterschiedlicher Staatsangehörigkeit bestimmt sich das anwendbare Abstammungsrecht nach dem Günstigkeitsprinzip. Es soll dasjenige Recht die Abstammung eines Kindes von seinen Eltern bestimmen, das am günstigsten für das Kind ist. Welche Kriterien dafür entscheidend sein sollen, ist in Literatur und Rechtsprechung umstritten.

## Steuerrecht
Siehe: Günstigerprüfung

## Europarecht
Artikel 53 der Charta der Grundrechte der Europäischen Union legt ausdrücklich fest, dass die Grundrechtecharta gemäß dem Günstigkeitsprinzip in keinem Fall eine Verschlechterung der Grundrechtslage für den Einzelnen bedeuten darf. Sofern sich also die Grundrechtecharta und andere rechtsgültige Grundrechtskataloge (darunter insbesondere die Europäische Menschenrechtskonvention sowie die Verfassungen der Mitgliedstaaten) widersprechen, gilt grundsätzlich die für den Einzelnen bessere Regelung.